# Tożsamość czynu
Tożsamość czynu była przedmiotem wieloletniej dyskusji wśród teoretyków prawa. Początkowo próbowano ją definiować pozytywnie (Stanisław Śliwiński, Jerzy Bafia, Alfred Kaftal), później sformułowano dopiero kryteria negatywne, obecnie przyjmowane przez literaturę naukową.
Wyłączanie tożsamości czynu ma miejsce w przypadku:
- zmiany osoby sprawcy,
- zmiany dobra prawnego,
- zmiany osób pokrzywdzonego i równocześnie miała miejsce jakakolwiek różnica dotycząca miejsca czynu, czasu czynu, przedmiotu wykonawczego lub ustawowych znamion czynu,
- zmiany miejsca czynu, czasu czynu, przedmiotu wykonawczego i ustawowych znamion czynu.

Polskie prawo karne procesowe przewiduje, że brak tożsamości czynu pociąga za sobą umorzenie postępowania sądowego. Kodeks postępowania karnego z 1997 roku zezwala sądowi na rozpoznanie nowego oskarżenia za zgodą oskarżonego na tej samej rozprawie na podstawie okoliczności, które wyszły na jaw w toku rozprawy (art. 398 § 1). Nie może jednak dojść do zastąpienia dawnego czynu nowo ujawnionym.
W postępowaniu przygotowawczym sprawa jest uregulowana nieco inaczej. Jeżeli w czasie śledztwa okaże się, że podejrzanemu należy zarzucić czyn w zmienionej w istotny sposób postaci lub należy zakwalifikować go z surowszego przepisu, wydaje się niezwłocznie nowe postanowienie, ogłasza się podejrzanemu i przesłuchuje się go (k.p.k. art. 314).